# سوامی
سوامی (سانسکریت: स्वामी svāmī [sʋa:mi:]) گونه‌ای لقبِ احترام‌آمیز برای ریاضتکش یا یوگی یا یک آموزگارِ مذهبی است که برای گسترشِ آموزه‌های رُهبانیِ مذهبی کوشیده باشد. این واژه تنها برای نام بردن از یک یوگی بکار نمی‌رود بلکه برای نام بردن از یک گوروِ مذهبی نیز استفاده می‌شود.